# 청홍조
청홍조(Pin-tailed parrotfinch)는 동남아시아에 사는 납부리새과의 새이다. 수컷은 얼굴이 푸르다. 말레이시아, 브루나이, 캄보디아, 인도네시아, 라오스, 버마, 태국에 살며 아열대·열대지역의 습도가 높은 산지, 저지대 숲에서 흔히 발견되며 대나무 밭이나 논에서도 종종 발견된다. 현지에서는 벼농사에 큰 피해를 주는 새로 취급한다. 애완조로도 사육된다. 청홍조는 주변 환경에 민감하며 추위에 약하고, 둥지가 높은 곳에서는 산란하지 않으며, 중간 정도의 높이를 선호한다.